# Виреак Дара
Виреак Дара (кхмер. វីរៈ តារា; род. 7 июля 1947, Кампот) — камбоджийская киноактриса 1960—1970 гг. Родилась 7 июля 1947 года в провинции Кампот, имя при рождении — Ким Хиек, имеет смешанное кхмерско-вьетнамское происхождение. Снялась в роли Конг Рей в фильме «Двенадцать сестер» (1967), ставшем самой значимой картиной за всю историю камбоджийского кинематографа. Карьера актрисы оборвалась с приходом к власти красных кхмеров в 1975 году, она подверглась репрессиям со стороны нового режима, три ленты с её участием так и не вышли в прокат, т.к. были уничтожены красными кхмерами.

## Фильмография
| Год  |   | Русское название         | Оригинальное название    | Роль                |
| ---- | - | ------------------------ | ------------------------ | ------------------- |
| 1965 | ф | Sappsitt                 | Sappsitt                 |                     |
| 1967 | ф | Двенадцать сестер        | Puthisean Neang Kong Rey | Конг Рей / Kong Rey |
| 1969 | ф | Inthik Sovann Chan Kesor | Inthik Sovann Chan Kesor |                     |
| 1970 | ф | Sangkum Banh Loloke      | Sangkum Banh Loloke      |                     |
| 1970 | ф | Slap Ruos Pruos Somdei   | Slap Ruos Pruos Somdei   |                     |
| 1972 | ф | An euil srey An          | An euil srey An          | Орн / Orn           |
| 1974 | ф | Chomnong Dai Tuk Pnek    | Chomnong Dai Tuk Pnek    |                     |